# بریستول بیپلین نوع تی
بریستول بیپلین نوع تی (به انگلیسی: Bristol Biplane Type 'T) یک هواگرد ساختِ کارخانهٔ بریستول ایروپلین در کشور بریتانیا است .